# Международный аэропорт имени Короля Халида
Международный аэропорт имени Короля Халида (араб. مطار الملك خالد الدولي‎; (ИАТА: RUH, ИКАО: OERK)) — крупный аэропорт, расположенный в 35 км к северу от Эр-Рияд, Саудовская Аравия.
Назван в честь короля Халида ибн Абдель Азиз Аль Сауд правившего страной в 1975—1982 годах. Аэропорт начал работать в 1983 году и был на тот момент самым крупным по площади (225 км²).
Международный аэропорт Король Халид являлся одной из запасных площадок для аварийной посадки Спейс шаттла.

## Статистика
| Год  | Пассажиров | Грузов, тонна | Рейсов |
| ---- | ---------- | ------------- | ------ |
| 2002 | 9 021 000  | 167 650       | 64 886 |
| 2003 | 9 138 000  | 173 761       | 64 516 |

## Авиакомпании и направления
| Авиакомпании                    | Пункты назначения |
| ------------------------------- | --- |
| Aegean Airlines                 | Афины |
| Air Arabia                      | Шарджа |
| Air Arabia Egypt                | Александрия, Сохаг |
| Air India                       | Кочин, Мумбаи, Тируванантапура |
| Air India Express               | Каннур, Кожикоде |
| Airblue                         | Исламабад |
| Air Cairo                       | Александрия, Асьют, Сохаг |
| Biman Bangladesh Airlines       | Дакка |
| British Airways                 | Лондон |
| Egypt Air                       | Каир |
| Emirates                        | Дубай |
| Ethiopian Airlines              | Аддис-Абеба |
| Etihad Airways                  | Абу-Даби |
| Flyadeal Airlines               | Даммам, Джидда, Медина, Табук |
| Flydubai                        | Дубай |
| FlyNAS                          | Абха, Амман, Баку, Батуми, Бурайда, Вена, Джидда, Джизан, Дубай, Исламабад, Каир, Медина, Сараево, Стамбул, Табук, Тбилиси, Трабзон, Хаиль, Хайдарабад, Хатай, Шарм-эль-Шейх, Эль-Кувейт |
| Gulf Air                        | Манама |
| Jazeera Airways                 | Эль-Кувейт |
| Kuwait Airways                  | Эль-Кувейт |
| Lufthansa                       | Манама, Франкфурт-на-Майне |
| Middle East Airlines            | Бейрут |
| Nesma Airlines                  | Джидда |
| Oman Air                        | Маскат |
| Pakistan International Airlines | Исламабад, Лахор, Пешавар, Сиялкот |
| Pegasus                         | Стамбул |
| Royal Air Maroc                 | Джидда, Касабланка |
| Royal Jordanian                 | Амман |
| Saudi Arabian Airlines          | Абха, Аддис-Абеба, Александрия, Аль-Баха, Аль-Ула, Амман, Арар, Афины, Бангалор, Бейрут, Биша, Бурайда, Ваджх, Вади-эд-Давасир, Вашингтон, Вена, Герайат, Гуанчжоу, Давадми, Дакка, Даммам, Джакарта, Джидда, Джизан, Джуф, Дубай, Женева, Исламабад, Каир, Кайсума, Карачи, Касабланка, Кожикоде, Кочин, Куала-Лумпур, Лакхнау, Лахор, Лондон, Мадрид, Малага, Манама, Манила, Медина, Милан, Мумбаи, Мюнхен, Нейран, Нью-Йорк, Париж, Пешавар, Порт-Луи, Рафха, Рим, Стамбул, Таиф, Тируванантапура, Турайф, Франкфурт-на-Майне, Хаиль, Хайдарабад, Хартум, Ченнай, Шарм-эль-Шейх, Шарура, Эль-Кувейт, Янбу |
| Sky Prime Charter               | Джидда, Дубай |
| Spicejet                        | Мумбаи |
| Srilankan Airlines              | Коломбо |
| Tarco Airlines                  | Хартум |
| Turkish Airlines                | Анталья, Стамбул, Трабзон |

## Происшествия
- 19 августа 1980 — самолет Lockheed L-1011 TriStar Саудовских авиалиний совершил аварийную посадку с отключенным вторым двигателем из-за пожара на борту, погиб 301 человек.
- 27 июля 2010 — разбился при посадке и загорелся грузовой Макдоннелл Дуглас МД-11 авиакомпании Lufthansa, жертв нет[3].